# Heliangelus regalis
Heliangelus regalis là một loài chim trong họ Trochilidae.